# نمشکوچ
نِمِشکوچ (به مجاری:  Nemeskocs) یک روستا در مجارستان است که در ناحیه تسلدومولک واقع شده‌است. نمشکوچ ۷٫۹۳ کیلومتر مربع مساحت و ۳۶۶ نفر جمعیت دارد.